# Du mänskors Fader
Du mänskors Fader är en gammal psalm i tolv verser av Haquin Spegel som Johan Olof Wallin bearbetade till en psalm med nio verser och ny titelrad "Du mänskors Fader".
Psalmens första vers lyder i 1695 års psalmbok:
Himmelske Fader, högste Gudh
För hwilkens minsta Ord och liudh
The hårda bergen smälta bort
Och sielfwa hafwet blifwer torrt
Enligt 1697 års koralbok är melodin samma som används till psalmerna O Jesu Krist, dig till oss vänd (nr 234), Jag tackar dig, min högste Gud (nr 242) och När wij i högsta nöden stå (nr 307). Melodin (Ess-dur, 3/2) är därmed (enligt "O Jesus Krist, dig till oss vänd") från Gochsheim/Redwitz år 1628, modifierad i Görlitz år 1648.
|  |
|  |

## Publicerad som
- Nr 313 i 1695 års psalmbok under rubriken "Om Jordenes frucktbarhet".
- Nr 396 i 1819 års psalmbok under rubriken "Med avseende på särskilda personer, tider och omständigheter: Årets tider och jordens fruktbarhet: I långvarig torka".